# J-NETWORK
J-NETWORK（ジェイ・ネットワーク）は、日本のキックボクシング興行団体。1997年に設立。新型コロナウイルスの感染拡大の影響を受けて2019年10月20日に開催した大会を最後に活動停止。2020年4月にはニュージャパンキックボクシング連盟との対抗戦を含む大会の開催が決まっていたが、中止となった。ジム運営も行っていたが、閉鎖売却した。

## 歴史

### 設立
極真カラテ創始者・大山倍達没後、国際空手道連盟 極真会館城西支部旧三軒茶屋分支部（責任者・大賀雅裕）・現極真会館（松井館長）城西世田谷東支部が元々の母体であり、この空手道場の大賀が「アクティブJ」としてキックボクシングに転向し、ジムを発足させた。1989年から全日本キックボクシング連盟に加盟し、キックの試合を行っていた。全日本キックが倒産し、従来とは異なる執行部が連盟を率いた。しかし、これに対し、アクティブJが1997年11月5日に連盟側に単独で後楽園ホールで11回の興行を開催したいという通知を送った。この通知が届いていたときには、アクティブJは既に日程を抑えていた。これが全日本の規約に反していたことと、代表が理事会への参加勧告を無視したことで、11月9日に全日本キックを除名処分となった。
アクティブJは名称を「J-NETWORK」に改称し、単体の興行会社となった。代表は第1回全日本ウェイト制空手道選手権大会で優勝した大賀雅裕が就任した。またアクティブJ所属で、全日本キックのバンタム級王者だった貝沼慶太は、J-NETWORKバンタム級王者に認定され、同ジムの会長に就任した。アクティブJの直営ジムだった4ジムはそれぞれ「アクティブJ」「ファイティングアーツ」「ファクトポスビティ」「サバーイ町田ジム」としてJ-NETWORK加盟のジムとして活動していくことになった。
1997年12月21日、後楽園ホールにて旗揚げ興行「J-プレステージ」が行なわれた。この興行は全日本キックと対立していたニュージャパンキックボクシング連盟との対抗戦という形で行なわれ、J-NETWORK所属の小比類巻貴之がニュージャパンの王者新田明臣を迎え撃った。
J-NETWORKと対立し追い出した勢力が全日本キックを脱退した。従来の執行部に戻った全日本キックと関係を修復し、1998年11月以降全日本キックと全面的な交流を行っていく。また、シュートボクシングを含むさまざまな団体に選手を送った。2000年には女子プロレス団体のJWP女子プロレスとも提携している。

### 初代王者の認定
設立後2年半の間、独自の王者を認定してなかった。しかし、2000年6月26日の興行「MAKING THE ROAD」で、J-NETWORKライト級初代王座決定トーナメント1回戦を西山誠人（同級4位）と横山潔昌（同級3位）の間で行った。試合は西山がカットによるストップで3R1:06KO勝ちし、初代王者決定戦に進出した。翌月31日の興行「SHANGURILA-2」でフェザー級とライト級で初代王者決定戦を行った。フェザー級では同級1位の増田博正が同級2位のアラビアン・ハセガワを5R2-1の判定で破り、ライト級では同級2位の西山誠人が1位の五十嵐ヨシユキを5R3-0の判定で破り、それぞれ初代王者になった。
スーパーライト級の初代王者決定戦は2002年10月25日の「J-BLOODS IV」で行なわれた。蔵満誠（同級1位）が黒田英雄（同級2位）を5R3-0の判定で下し初代王者になった。
ウェルター級の初代王者決定戦は2003年7月21日の「duel in mid summer」で行なわれた。SHINが黒田英雄を右ハイキックで3R0:46KO勝ちし、初代王者になった。
日本のキックボクシング団体では初めて他団体の選手でも王座に挑戦できる王座のフリー化を行った。

### 女子王座の認定
2007年2月4日の興行「2007年女祭り 開幕戦」でJ-GIRLS認定初代ミニフライ級、フライ級、フェザー級、バンタム級の4階級の王座決定トーナメントの1回戦が行う。各階級に8人の選手がエントリーし、4人に絞られた。なお、興行は、昼の部と夜の部に分かれて行なわれた。翌月31日の「女祭り2nd round」で各階級ごとに準決勝が行なわれ、4人のエントリーした選手がさらに2人に絞り込まれた。5月20日の「女祭り Final round」で各階級ごとの決勝戦が行なわれ、ミニフライ級でジェット・イズミ、フライ級でグレイシャア亜紀、バンタム級でせり、フェザー級で佐々木仁子が優勝し、初代王者として認定された。また、ミニフライ級では岡田敦子が準決勝進出を決めていたが、所属していたドージョー・チャクリキ・ジャパンから1年間の対外試合停止の処分を受けたため欠場し、代役の林田昌子が決勝まで勝ち上がった。加えて、翌日21日付けでトーナメントでの試合結果を元に作成されたランキングが発表された。ランキングには4階級以外にもジュニアクラスも発表された。2009年12月20日には最軽量級の初代アトム級王座をLittle Tigerが獲得した。

### スーパーフライ級の新設
2007年5月11日にスーパーフライ級の新設を発表。6月3日の興行「TEAM DRAGON QUEST1」で、KENT（同団体フライ級1位）と薩摩サザ波（同級2位）の間で初代スーパーフライ級王者決定戦を行った。また、フライ級王座を返上した魂叶獅に第1タイトルコンテンダーとして次期王座挑戦権を優先的に与えられることになった。

## 級位制
J-NETWORK加盟ジムでは級位制を採用していた。毎月昇級審査を実施し、合格すると、5～1級と昇級。
級位は以下の通り。
- 1級（プロテスト受験可）
- 2級（アマチュア大会参加可）
- 3級
- 4級
- 5級（中級クラス参加可）

## 参加資格
原則として2ヶ月に1回、プロテストが行われ、合格するとJ-NETWORKプロ大会に参加する資格が得られた。プロテストを受験できるのは16歳以上38歳未満の男女。J-NETWORK以外のジムでも受験可であるが、J-NETWORK会員は1級以上を要していた。

## カテゴリ

### J-KICK
男子トッププロが対象となるJ-NETの中核カテゴリー。J-NETWORK認定王座のタイトルマッチを中心に行う。年5 - 7回、主に後楽園ホールで開催。

### J-FIGHT
男子新鋭プロ（3勝以下の通算戦績が6戦以下）が対象。新人王決定トーナメントを主たる大会とする。1か月に1回の頻度でゴールドジムサウス東京アネックスにて開かれるナンバーシリーズと、2か月に1回程度新宿FACEで開かれる「J-FIGHT in SHINJUKU」の他、2009年、2010年、2014年はディファ有明で年末興行を開催した。

### J-GIRLS
女子プロが対象。年6, 7回新宿FACEで開催。J-FIGHTと合同開催が多い。なお、立ち技格闘技ではWWWAやシュートボクシングに次いで3番目、純キックボクシングでは初めて女子王座の認定を始めた団体である。

### J-GROW
男女アマチュアが対象。実力別でA、B、C、Dのリーグに分けられる他、男子は40 - 50歳対象のマスターDリーグも行われていた。ゴールドジムサウス東京アネックスの定期大会に加えて、年1回「J-NETWORKアマチュア全日本選手権大会」（A、Bのリーグ）を開いていた。

## ルール
- 基本的には1ラウンド3分（J-GIRLSは2分）の3回戦で、タイトルマッチは5回戦、トーナメント戦はサバイバルマッチ1（3ラウンドでラウンドマストシステムの延長戦あり）となる。
  - サバイバルマッチ1はワンマッチでも採用される場合がある（主にメインイベントのスーパーファイトで採用）。
  - サバイバルマッチ2（1との違いは基本4ラウンド）も存在するが、最近はほとんど採用されていない。
- J-KICK・J-FIGHTにおける肘打ちについての扱いは以下の通り。
  - 3回戦…原則禁止
  - 5回戦…有効
  - サバイバルマッチ…原則有効
- キャッチング（瞬間的な掴み）からの攻撃は1回のみ有効（足を掴んだまま歩く歩数は2歩まで）。
- J-GIRLSでは肘打ちに加えて首相撲、顔面への膝攻撃、相手を押す行為が禁止される。
- 試合はスリーノックダウン制を採用。
- 偶然のバッティングにより試合続行不可能となった場合、そのラウンドも含めて判定に入る。

## 階級
ジュニア部門を除き、男女共に同じ体重別階級システムを採用している。女子の場合、選手人口の問題から6階級のみでランキングの制定と王座の認定が行われていた。また、男子についても以前はミドル級が存在したものの、選手人口の問題から2010年限りでスーパーウェルター級に統合していた。
| 階級名称             | 体重 （キログラム/kg） | 体重 （ポンド/lbs） |
| -------------------- | ---------------------- | ------------------- |
| ヘビー級             | 72.57kg以上            | 160lbs以上          |
| スーパーウェルター級 | 66.68kg - 72.57kg      | 147lbs - 160lbs     |
| ウェルター級         | 63.50kg - 66.68kg      | 140lbs - 147lbs     |
| スーパーライト級     | 61.23kg - 63.50kg      | 135lbs - 140lbs     |
| ライト級             | 58.97kg - 61.23kg      | 130lbs - 135lbs     |
| スーパーフェザー級   | 57.15kg - 58.97kg      | 126lbs - 130lbs     |
| フェザー級           | 53.52kg - 57.15kg      | 118lbs - 126lbs     |
| バンタム級           | 52.16kg - 53.52kg      | 115lbs - 118lbs     |
| スーパーフライ級     | 50.8kg - 52.16kg       | 112lbs - 115lbs     |
| フライ級             | 50.8kg以下             | 112lbs以下          |

| 階級名称     | 体重 （キログラム/kg） | 体重 （ポンド/lbs） |
| ------------ | ---------------------- | ------------------- |
| ライト級     | 57.15kg - 61.23kg      | 126lbs - 135lbs     |
| フェザー級   | 53.52kg - 57.15kg      | 118lbs - 126lbs     |
| バンタム級   | 52.16kg - 53.52kg      | 115lbs - 118lbs     |
| フライ級     | 47.6kg - 50.8kg        | 105lbs - 112lbs     |
| ミニフライ級 | 46.26kg - 47.6kg       | 102lbs - 105lbs     |
| アトム級     | 46.26kg以下            | 102lbs以下          |

| 階級名称 | 体重 （キログラム/kg） |
| -------- | ---------------------- |
| 55kg級   | 50-55kg                |
| 50kg級   | 50kg以下               |

## 主な歴代出場選手

### 所属選手
- 黒田アキヒロ
- 牧野智昭
- 木村天鮮
- 西山誠人
- ファイヤー原田
- グレイシャア亜紀

- 小比類巻貴之
- 田嶋はる

### フリー選手
- 我龍真吾
- 澤屋敷純一
- 狂太郎レンジャー
- 鈴木悟
- 古田太一
- 増田博正
- 梶原龍児
- 北山高与志
- 寒川慶一
- ウエンツ☆修一
- 高萩勉
- 闘魔
- 鶴谷剛
- 藤鬥嘩裟
- 大石駿介
- 廣野祐
- リョウ・ペガサス
- 寒川直喜
- 青津潤平
- アマラ忍
- ファビアーノ・サイクロン
- シング・心・ジャディブ
- ジェット・イズミ
- せり
- 林田昌子
- Little Tiger
- 岡田敦子
- 大浜芳美
- 神村エリカ
- 安倍基江
- 山田真子
- ☆MIKA☆
- MISAKI

## スタッフ

### 審判員
- JKBレフェリー協会より派遣される。

### リングアナウンサー
- 山本雅俊（J-GIRLSスーパーバイザー兼任）

## 試合中継
J-KICK・J-GIRLSはスカイ・A sports+にて「J-KICKキックボクシング」というタイトルでレギュラー放送していた。